# せいぎのみかた
『せいぎのみかた』は、1997年4月14日から6月23日まで毎週月曜22:00 - 22:54（JST）に、よみうりテレビが制作し日本テレビ系「月10ドラマ」枠で放送されたテレビドラマ。主演は国分太一（TOKIO）。

## キャスト
- 坂本淳平：国分太一（TOKIO）
- 相沢京子：水野真紀
- 佐伯洋子：高島礼子
- 坂本弘美：京野ことみ
- 河原真一：高知東急
- 中西由紀：細木美和
- 近藤：遠山俊也
- 平田真由美：大沢さやか
- 大久保彰：前田吟
- 北野：ベンガル
- 鮫島浩二：峰岸徹
- 木村光江：深浦加奈子
- 高杉健治：内藤剛志

## スタッフ
- 脚本：両沢和幸
- 音楽：長谷部徹
- オープニングテーマ：TOKIO「Julia」　（Sony Records）
- エンディングテーマ：氷室京介「NATIVE STRANGER」（ポリドール）
- チーフプロデュース：山本和夫
- プロデュース：田中壽一、東城祐司、塚本連平
- 演出：国本雅広、今井和久
- 技術協力：フォーチュン、共立
- 美術協力：フジアール
- スタジオ：多摩スタジオ
- 制作協力：MMJ
- 制作著作：よみうりテレビ

## サブタイトル
| 各話                                                     | 放送日        | サブタイトル                   | 演出     | 視聴率 | 備考                                 |
| -------------------------------------------------------- | ------------- | ------------------------------ | -------- | ------ | ------------------------------------ |
| 第1回                                                    | 1997年4月14日 | 新米警官、熱いハートを盗まれる | 国本雅広 | 12.2%  | 放映開始時間は22:30 （30分繰り下げ） |
| 第2回                                                    | 1997年4月21日 | 警官失格                       | 国本雅広 | 11.8%  | 放映開始時間は22:30 （30分繰り下げ） |
| 第3回                                                    | 1997年4月28日 | 警官VS包丁男                   | 今井和久 | 7.2%   | -                                    |
| 第4回                                                    | 1997年5月5日  | お前は警官の恥だ               | 今井和久 | 8.1%   | -                                    |
| 第5回                                                    | 1997年5月12日 | 少年の命を救え!                | 国本雅広 | 6.3%   | -                                    |
| 第6回                                                    | 1997年5月19日 | 悪魔のささやき                 | 国本雅広 | 6.6%   | -                                    |
| 第7回                                                    | 1997年5月26日 | ぼくは君を守る                 | 今井和久 | 6.7%   | -                                    |
| 第8回                                                    | 1997年6月2日  | 悪魔のような男                 | 今井和久 | 6.9%   | -                                    |
| 第9回                                                    | 1997年6月9日  | 盗聴・恋人の秘密               | 国本雅広 | 7.6%   | -                                    |
| 第10回                                                   | 1997年6月16日 | 殉職                           | 今井和久 | 6.3%   | -                                    |
| 最終回                                                   | 1997年6月23日 | 僕が守るべきもの               | 国本雅広 | 8.5%   | 放映開始時間は22:15 （15分繰り下げ） |
| 平均視聴率8.0%（視聴率は関東地区・ビデオリサーチ社調べ） |               |                                |          |        |                                      |

## その他
- 国分は役作りのため、当時のトレードマークであった長髪を切った。
- 国分と水野は本放送当時『さんまのSUPERからくりTV』でも共演しており、番組内で本作でのキスシーンが話題に上った。
- 国分は『心はロンリー気持ちは「…」X』に本作と同じ警察官の衣装で登場している。

## 関連商品
- 現在、映像ソフト化はなされていない。
- せいぎのみかた オリジナル・サウンドトラック（1997年6月1日発売、ソニーレコード）